# Cybaeus cascadius
Espèce
Cybaeus cascadius est une espèce d'araignées aranéomorphes de la famille des Cybaeidae.

## Distribution
Cette espèce est endémique d'Oregon aux États-Unis,.

## Publication originale
- Roth, 1952 : The genus Cybaeus (Arachnida: Agelenidae) in Oregon. Annals of the Entomological Society of America, vol. 45, no 2, p. 205-219.